# Поскочин, Иван Степанович
Иван Степанович Поскочин (? — 6 марта 1803, Севастополь) — капитан-командор, герой Очаковского штурма.

## Биография
Образование получил в Морском шляхетном кадетском корпусе, по окончании которого 1 мая 1782 года был произведён в мичманы, служил на кораблях Балтийского флота «Князь Владимир» и «Царь Константин». 1 мая 1785 года произведен в лейтенанты. 
В 1786 году был переведён на Днепр, в галерный флот, где во время путешествия императрицы Екатерины II командовал военной галерой «Ипуть», на которой находилась императрица; с ней на борту совершил плавание по Днепру от Киева до Херсона.
Во время русско-турецкой войны 1787—1792 годов Поскочин командовал плавучей батареей в эскадре принца К. Нассау-Зигена. Пройдя Днепровский лиман от Голой Пристани к Очакову, Поскочин принял участие в морском сражении под этой крепостью и был произведён в капитан-лейтенанты и награждён золотой шпагой с надписью «За мужество» (17 июня 1788 года) и орденом Св. Георгия 4-й степени (31 июля 1788 года, № 263 по кавалерскому списку Судравского и № 541 по списку Григоровича — Степанова)
За отличные подвиги, оказанные в поражении турецких морских сил в 788 году на лимане при Очакове.
После взятия Очакова Поскочин командовал флагманской бригантиной «Благовещение» и совершал крейсерские плавания между Очаковом, Гаджибеем и гирлами Дуная. На Дунае он принимал участие в штурме Сулинских укреплений, взятии Тулчи и штурме Измаила, за что в 1790 году был удостоен ордена Св. Владимира 4-й степени.
После этих сражений Поскочин в 1791 году, командуя галерным отрядом, находился при взятии Браиловских береговых батарей.
1 января 1796 года произведен в чин капитана 2-го ранга. В 1796 году Поскочин оставил Днепровскую галерную флотилию, поскольку получил назначение в Черноморский флот, где командовал фрегатом «Фёдор Стратилат». Затем он получил в командование корабль «Св. Троица» и сделал на нём переход из Севастополя в Эгейское море, где присоединился к эскадре вице-адмирала Ф. Ф. Ушакова. В Архипелаге Поскочин принимал участие в многочисленных действиях русского флота по овладению отдельными островами (Цериго, Занте, Кефалония). 5 октября 1798 года произведен в капитаны 1-го ранга. В 1799 году со своим кораблём был оставлен на Корфу для охраны этого острова и выдержал бой против 80-пушечного французского корабля.
В следующем году вернулся в Севастополь и командовал кораблём «Св. Павел».
9 января 1803 года Поскочин был произведён в капитан-командоры, но уже 6 марта того же года неожиданно скончался в Севастополе.